# Абшаев, Магомет Тахирович
Магоме́т Тахи́рович Абша́ев (карач.-балк. Абшаланы Тахирни жашы Магомет; род. 5 сентября 1941, с. Хабаз, КБАССР) — советский и российский геофизик, доктор физико-математических наук, профессор, лауреат Государственной премии СССР (1986), заслуженный деятель науки РФ (2002) и КЧР, Почетный работник ГидрометСлужбы и Почетный работник охраны природы. Автор современной автоматизированной ракетной технологии противоградовой защиты.

## Биография
Родился 5 сентября 1941 года в с.Хабаз Кабардино-Балкарской АССР. По национальности балкарец. Был депортирован в Среднюю Азию 8 марта 1944 года. После реабилитации окончил физико-математический факультет Кабардино-Балкарского государственного университета. Со студенческих лет работал в Высокогорном геофизическом институте РАН в Нальчике, а с 2017 г. - директор Научно-производственного центра "Антиград". 
В 1967 г. защитил кандидатскую, в 1988 г. — докторскую диссертацию, в 1989 г. присвоено звание профессора по специальности “Геофизика”. 
Является первым заместителем председателя общественной организации балкарского народа «Алан». Член Общественной палаты КБР.. Член общественных советов при Минкавказе Российской Федерации, при Департаменте Росгидромета по СКФО и ЮФО, при Минприроды КБР.
Женат, три дочери и сын.

## Научная деятельность
Является автором современной автоматизированной технологии и технических средств противоградовой защиты. Фактически является основоположником нового научного направления — многоволновой радиолокационной метеорологии. В его рамках созданы комплекс многоволновых, радиолокационных, радиолокационно-радиометрических и доплеровских методов обнаружения и распознавания типа осадков, методы обнаружения града, размера и кинетической энергии града, водосодержания облаков, измерения интенсивности и количества осадков. Абшаев на основе комплексных исследований осуществил классификацию градовых процессов по особенностям их строения и динамики развития, сформулировал новый физический принцип предотвращения града путем ускорения осадкообразования в областях нового роста развивающихся и зрелых градовых облаков, разработал новый метод предотвращения и прерывания выпадения града, включая новые схемы засева, дозировку и кратность засева. Под его научны руководством были разработаны, испытаны и внедрены в промышленное производство двухволновый радиолокатор МРЛ-5, ракетные противоградовые комплексы с дистанционным и автоматическим управлением. Для их внедрению в практику им разработана целая библиотека научно-методических документов (руководств, наставлений, инструкций и руководящих документов, регламентирующих организацию противоградовых работ, применение методов и технических средств обнаружения, распознавания и предотвращения града.
Среди его разработок:
- ведущий метеорологический радиолокатор МРЛ-5[7]
- системы противоградовой защиты АСУ "Антиград", "АСУ-МРЛ"
- ракетные противоградовые комплексы «Небо» и * «Кристалл»
- новые модификации ракет «Алазань-5»], |ракет «Алазань-6»], |ракет «Алазань-9»
- автоматизированный ракетный комплекс «Алан»
- автоматизированный ракетный комплекс «Ас»
- ракетная установка «Элия-2» с беспроводным дистанционным управлением
- автоматизированная технология противоградовой защиты и др.

Технологии и технические средства, которые разработал Абшаев, используются в России, Аргентине, Армении, Азербайджане Македонии, Молдове, Украине, Узбекистане и Таджикистане. Радиолокатор МРЛ-5 применяется в РФ в аэропортах, службах модификации погоды, НИИ, космодромах Плесецк и Байконур, научных судах, полигонах ВВС, а также в 35 странах Европы, Азии, Африки, Северной и Южной Америки и Антарктиде.

## Педагогическая деятельность
Под руководством Абшаева выполнены 20 кандидатских и 5 докторских диссертаций, более 150 дипломных и магистерских проектов, организованы Куба-Табинский, Муштинский и Кызбурунский научно-исследовательские полигоны, ряд научных лабораторий, основан Научно-производственный центр «Антиград». Магометом Абшаевым проведена работа по созданию и развитию сети противоградовой защиты России, стран СНГ и Аргентины. На протяжении 50 лет он был научно-методическим руководителем 10 военизированных противоградовых служб СССР и Российской федерации, руководителем ежегодных всесоюзных и всероссийских курсов подготовки специалистов по воздействию на градовые процессы, радиолокации, ракетно-артиллерийской технике, связи и правилам безопасности. 
С 1964 по 2004 год читал спецкурсы на физико-математической факультете КБГУ.
Автор около 570 научных работ, в том числе 77 патентов и изобретений.

## Награды
1986 - в области науки и техники за «Создание и внедрение высокоэффективных методов и технических средств радиометеорологических наблюдений за облаками, осадками и опасными явлениями погоды»;
2002 - Государственная премия КБР в области науки и техники за работу «Градовые процессы: методы исследования, теории образования и управления, механизм образования и роста града, методы и технические средства воздействия»;
2001 - почётное звание «Заслуженный деятель науки КЧР»;
2006 - Международная премия за «Выдающиеся достижения в области модификации погоды: за развитие физических основ предотвращения града, радарных и ракетных технологий»
Награждён 11 медалями и дипломами ВДНХ СССР, Почётными грамотами Госкомгидромета СССР и Росгидромета, Знаком отличник Гидрометслужбы Российской Федерации, занесён в «Книгу почёта Госкомгидромета СССР»